# モランディ橋
モランディ橋（イタリア語: Ponte Morandi, 英語: Morandi Bridge）またはポルチェーヴェラ高架橋（イタリア語: Viadotto Polcevera, 英語: Polcevera viaduct）は、イタリア・リグーリア州ジェノヴァのアウトストラーダ A10（高速道路A10号線）に存在した高架橋。モランディの名称は橋の設計者リッカルド・モランディからとられている。

## 歴史
1959年、A7号線と建設中のA10号線を連絡する高架橋のための設計コンペティションが開始された。しかし、橋自体が最低でも1000m以上の長さとなるうえ、建設予定地には人家や倉庫、そして2つの鉄道ヤードがあって工事に使える余地は極めて少ないことが明らかだったため、当初より難工事が予想されていた。
最終的にリッカルド・モランディの手によるプレストレスト・コンクリート製斜張橋と高架橋を組み合わせたデザインが採用され、1963年に建設を開始、1967年9月4日、A10号線の開通とともに供用された。ちなみに全高90mは支柱部分の値であり、路面の高度は45mであった。
以後半世紀にわたってA10号線の一部として使用されてきたが、2010年代に入ると老朽化が指摘されるようになった。また交通量の増加によって橋は常に混雑しており（特にA7号線との接続部分が現在の道路設計よりもかなり急な分・合流となっていたことが混雑に拍車をかけた）、その面からも改修が必要と判断されていた。大規模な調査と改修の計画が立案されることになっていたが、しかしそれが実現するよりも先に、2018年の崩壊事故が起きた。

## 崩落

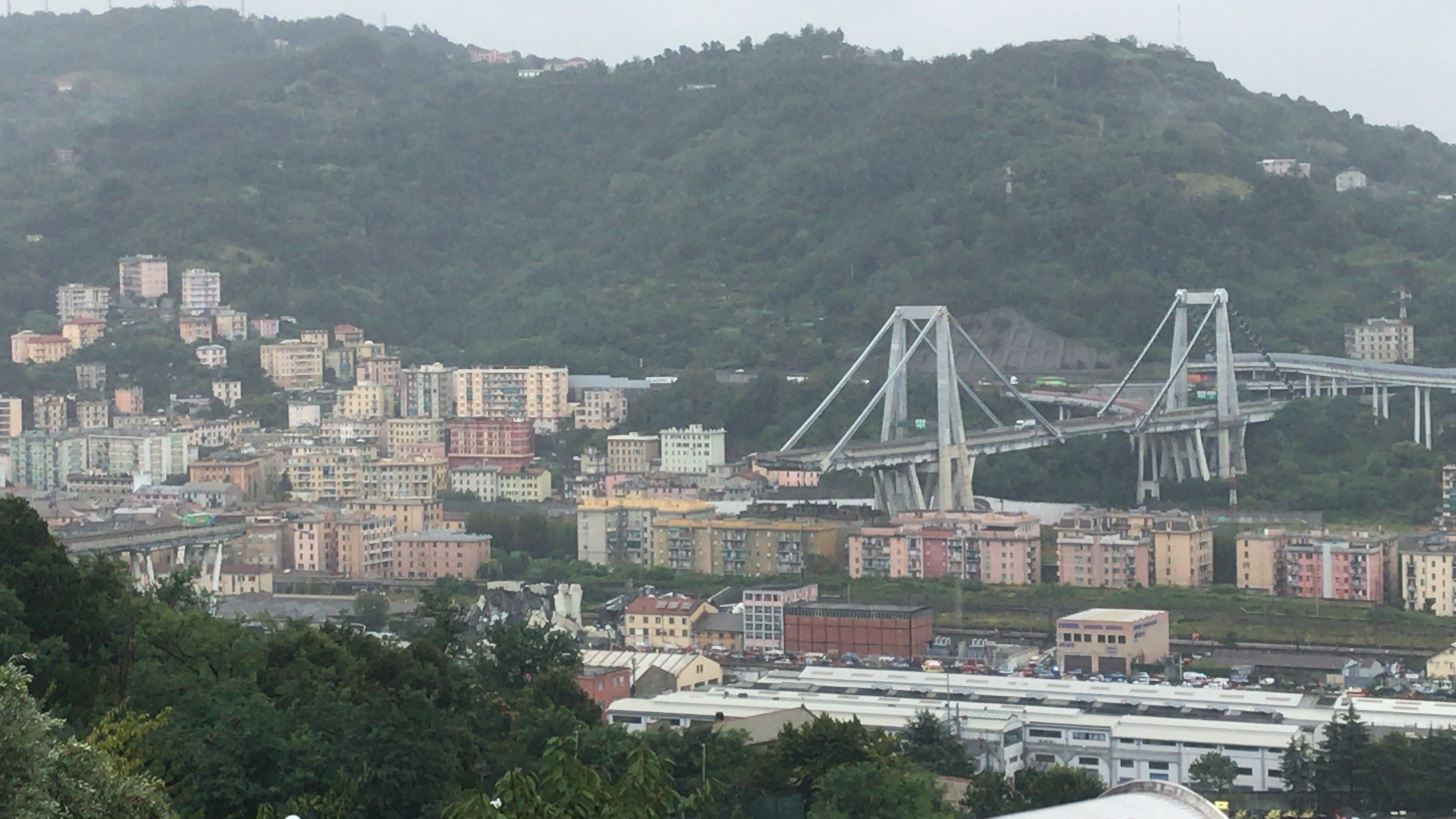
崩落した橋（2018年8月14日）

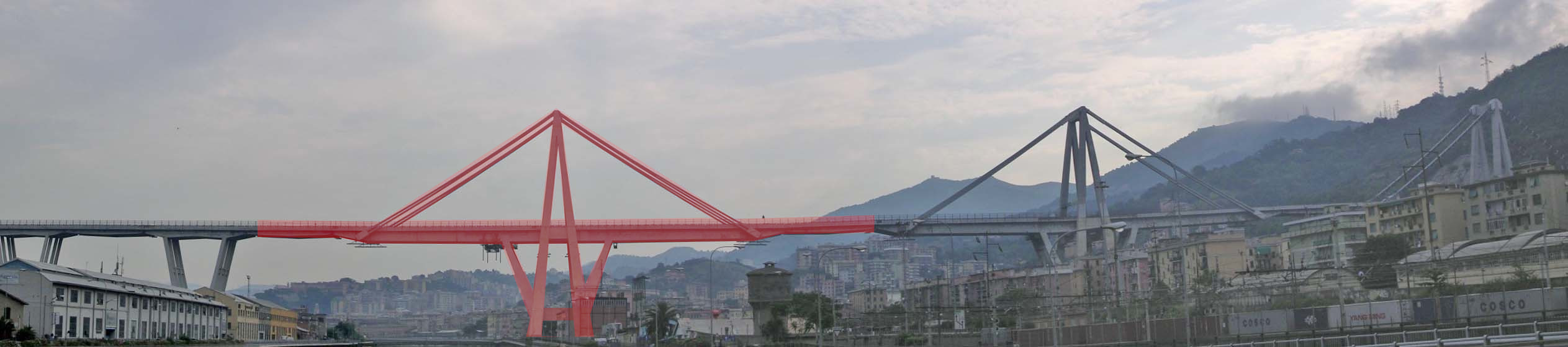
赤色が崩落した橋の部分

2018年8月14日午前11時30分頃激しい雷雨の中、西側の主塔を中心として210メートル（690フィート）に渡り崩れた 。落雷により橋が崩れたとする証言があり 、30台から35台の自動車と3台のトラックが崩落に巻き込まれたと報じられている 。
橋の下にはポルチェーヴェラ川が流れ、サンピエルダレーナの工業地域がある。車両を巻き込んだ橋の大部分は大雨で増水していたポルチェーヴェラ川に落下し、橋の残りの部分はトリノ＝ジェノヴァ線、ミラノ＝ジェノヴァ線の鉄道線路と、重電会社アンサルド・エネルジーアの倉庫に落下した。ただし、祝日フェラゴスト（聖母被昇天祭、Ferragosto）前夜祭の日だったため、倉庫に人はいなかった。
初期仮説として構造上の弱さが大規模な崩落を引き起こしたと言われている。事故当時、道路基礎の強化を含む補修工事中であったと伝えられている。
コリエーレ・デラ・セラ紙によれば、2013年以来11回目の橋崩落である。

### 犠牲者
38人が死亡、15人が負傷、他に複数の行方不明者がいた 。犠牲者はイタリア人26名、フランス人4名、チリ人3名、アルバニア人2名、コロンビア人1名、ペルー人1名、ルーマニア人1名であった。また、生存者は近隣の病院に搬送されたが、多くは重篤な状態であった。
サッカークラブ、カリアリ・カルチョの元ゴールキーパー、ダヴィデ・カペッロは車ごと30メートル（100フィート）落下したが、運良く瓦礫と橋脚の間にはさまり無傷で脱出することができた。
崩落せずに残った橋の下には住宅があり避難区域となった。翌15日午前2時、12人が行方不明であることが判明し、助けを求める声が瓦礫の下から聞こえた。震災で使用される機材が配備され何台もの投光器で照らしながら救助活動が続けられた。
19日までに行方不明者全員が遺体で見つかり、死者数が43人に増える一方で、残った主塔が倒壊する恐れがあるとして、周辺住民300世帯632人が避難を余儀なくされた。

### その後
2018年12月、当該箇所に地元出身の建築家レンゾ・ピアノが設計する新しい橋「ポンテ・ペル・ジェノヴァ（it:Ponte per Genova）」を建設する事が発表された。2019年6月には残っていた部分が爆破撤去され、架橋工事を開始。2020年4月に架橋が完了し、同年8月に「ジェノバ・サン・ジョルジョ橋」と命名され再開通した。

### イタリア国内での落橋事故
イタリアでは、世界金融危機以降道路への投資額が大きく低下する中、2013年から2018年までの5年間に5回の高架橋崩落事故があった。2016年10月29日、ロンバルディア州レッコ県で、交通量の多い道路の上に架け渡された高架橋が崩落し、1人が死亡、5人が負傷した。2017年3月9日、マルケ州ロレート-アンコーナ間のアウトストラーダ A14をまたぐ高架橋が落下し、下敷きとなった自動車に乗っていた夫婦2人が死亡している。